# 国务院办公厅行政司
国务院办公厅行政司是中华人民共和国国务院办公厅内设的一个职能司。

## 工作职能
国务院行政司主要按照国务院办公厅确定的工作范围，负责办理以下各项工作：
- 在中南海北区办公的国务院领导的服务事务
- 在中南海北区办公的国务院机关后勤管理工作
- 机关党委工作
- 国务院办公厅及其挂靠单位的党群工作
- 中央外事工作委员会办公室的党群工作
- 相关工作